# مدفع أم جي 151/20
أم جي 151/20 مدفع آلي مضاد لطائرات من عيار 15 مم أنتجته ماوزر خلال الحرب العالمية الثانية. م استخدام المدفع على نطاق واسع في مقاتلات لوفتفافه الألمانية، والمقاتلات الليلية، والمقاتلات القاذفة، وقاذفات القنابل وطائرات الهجوم الأرضي. أستخدمت المدافع التي تبقت من الحرب في العديد من الدول الأخرى.

## المستخدمون
- ألمانيا النازية[3]
- فنلندا
- فرنسا
- Italian Social Republic
- Empire of Japan
- البرتغال
- رومانيا
- رودسيا[4]
- جنوب إفريقيا

## hنظر أيضا
- قائمة أسلحة الطائرات العسكرية لألمانيا خلال الحرب العالمية الثانية
- مدفع أم كيه 108

### قائمة المراجع
- Chinn، George M. (1951). "Chapter 4: Ordnance Corps Short-Recoil-Operated Automatic Machine Gun". The Machine Gun. Washington, D.C.: مكتب النشر لحكومة الولايات المتحدة. ج. III.
- Johnson، Melvin M., Jr. (1944). Rifles and Machine Guns. New York: William Morrow & Company.{{استشهاد بكتاب}}:  صيانة الاستشهاد: أسماء متعددة: قائمة المؤلفين (link)
- Petter-Bowyer، Peter J. H. (2005). Winds of Destruction: The Autobiography of a Rhodesian Combat Pilot. Johannesburg: 30° South. ISBN:0-9584890-3-3.
- Williams، Anthony G. (2002). Rapid Fire: The Development of Automatic Cannon, Heavy Machine-Guns and Their Ammunition for Armies, Navies and Air Forces. Shrewsbury: Airlife. ISBN:978-1-84037-435-3.
- Williams، Anthony G.؛ Gustin، Emmanuel (2003). Flying Guns WWII. Shrewsbury: Airlife. ISBN:978-1-84037-227-4.
- Windrow، Martin (1997). The Algerian War, 1954-62. Men-at Arms (No.312). London: Osprey Publishing. ISBN:978-1-85532-658-3.